# Selokolela
Selokolela est une ville du Botswana.